# براد سنايدر
براد سنايدر (بالإنجليزية: Brad Snyder)‏ هو لاعب كرة قاعدة أمريكي، ولد في 25 مايو 1982 في ساندوسكي في الولايات المتحدة.

## وصلات خارجية
- براد سنايدر على موقع دوري كرة القاعدة الرئيسي (الإنجليزية)
- براد سنايدر على موقع دوري كوريا الجنوبية لكرة القاعدة (الإنجليزية)
- براد سنايدر على موقعبيزبول رفرنس.كوم (الدوري الرئيسي) (الإنجليزية)
- براد سنايدر على موقعبيزبول رفرنس.كوم (الدوري الثانوي) (الإنجليزية)
- براد سنايدر على موقع إي إس بي إن.كوم (أم.أل.بي) (الإنجليزية)
- براد سنايدر على موقع مشجعي الرسوم البيانية (الإنجليزية)